# Señorita Andrea
Señorita Andrea es una telenovela argentina producida y dirigida para ATC (hoy Televisión Pública) en 1980. Fue protagonizada por Andrea del Boca y Raúl Taibo, como también con Rita Terranova y Miriam Perazolo en los roles antagónicos. Además contó con las participaciones estelares de Enzo Viena, Nené Malbrán, Rodolfo Brindisi, Gustavo Rey y Susana Lanteri.
Cabe destacar, el actor Raúl Taibo es considerado el primer galán televisivo de Andrea del Boca, además, fue con quien también tuvo su primer beso en la pantalla antes que en la vida real.

## Argumento
Andrea Soledad Godoy (Andrea del Boca) vuelve a su casa después de haber vivido 2 años en los Estados Unidos con su abuela. Sufre de una gran enfermedad y solamente una delicada operación podrá salvarle la vida. Andrea Soledad es muy cariñosa con sus padres y con su hermana adoptada Mariana (Rita Terranova). Un día, conoce a Nino (Raúl Taibo), un muchacho con muchos problemas pero buen mozo e inteligente, de quien esta enamorada Mariana. Nino y Andrea Soledad se hacen muy buenos amigos. La felicidad y vitalidad de Nino hacen que Andrea Soledad siente amor por la vida. Pero, Mariana no entiende esa amistad y hace un plan para separar a su hermana de Nino. Hace que Nino crea que Andrea Soledad lo engaño e invento su enfermedad para atraparlo y tener su compasión. El enojo y envidia de Mariana vienen de la maldad de Raquel (Miriam Perazolo), la ama de llaves, quien resulta ser su madre verdadera. Así, Andrea Soledad se hace víctima de las mentiras y engaños de Mariana.

## Elenco
- Andrea del Boca - Andrea Soledad Godoy
- Raúl Taibo - Nicolás «Nino» Plaza
- Rita Terranova - Mariana Godoy / Mariana Pérez
- Rodolfo Brindisi - Fernando
- Gustavo Rey - Diego
- Susana Lanteri - Clara
- Enzo Viena - Gustavo
- Nené Malbrán - Anita
- Ignacio Quirós - Esteban
- Carlos Gross - Simón
- Miriam Perazolo - Raquel Pérez
- Darío Grandinetti - Roque
- Mónica Núñez Cortés - Lucía

## Equipo técnico
- Historia: Alma Bressan
- Tema: Canción para mi tristeza
- Intérprete: Mari Cruz Soriano
- Sonido: Alberto Lanza
- Escenografía: Inés Leroux
- Operador de cámara: Rubén Gerbasi
- Técnico de iluminación: Luis Nigro
- Diseño de vestuario: Héctor Vidal Rivas
- Asistente de producción: Alberto Suárez
- Asistente de dirección: Alberto Suárez
- Dirección: Nicolás del Boca
- Productor: Hugo Ares
- Producción ejecutiva: Nicolás del Boca